# Liste in Venezuela vorhandener Dampflokomotiven
Dies ist eine Liste erhaltener Dampflokomotiven auf dem Gebiet von Venezuela.

## Lokomotiven mit 42"
| Foto | Nummer oder Name                               | Bauart / Achsfolge | Hersteller                        | Fabrik-nr. | Baujahr | Historie | Eigentümer / Betreiber / Strecke                | Bemerkungen |
| ---- | ---------------------------------------------- | ------------------ | --------------------------------- | ---------- | ------- | -------- | ----------------------------------------------- | ----------- |
|      | Gran Ferrocarril de Tachira No. ?              | C                  | ?                                 |            |         |          | Plaza Monumento al Gran Ferrocarril del Tachira | [ 1 ]       |
|      | ? No. 9 'Bolivar'                              | B1                 | Kerr Stuart & Co (Stoke on Trent) | 1299       | 1913    |          | Terminal del Ferrocarril                        | [ 2 ]       |
|      | ? No. ?                                        | B                  | Hunslet Engine Co.                | 475        | 1888    |          | Museo de Transporte, Parque del Este            | [ 3 ]       |
|      | ? No. 4                                        | C                  | ?                                 |            |         |          | Museo de Transporte Parque del Este             | [ 4 ]       |
|      | Gran Ferrocarril de Venezuela No. 820 'HALCON' | 2B2                | Hartmann                          | 2028       | 1894    |          | Hacienda Santa Teresa                           | [ 5 ]       |

## Lokomotiven mit 1000 mm
| Foto | Nummer oder Name                   | Bauart / Achsfolge | Hersteller               | Fabrik-nr. | Baujahr | Historie | Eigentümer / Betreiber / Strecke     | Bemerkungen |
| ---- | ---------------------------------- | ------------------ | ------------------------ | ---------- | ------- | -------- | ------------------------------------ | ----------- |
|      | Central Pasto Viejo No. 8 'LUISA'  | 1’D                | Baldwin Locomotive Works | 60181      | 1927    |          | Museo de Transporte, Parque del Este | [ 6 ]       |
|      | Ferrocarril de Tachira No. ?       | C                  | Baldwin Locomotive Works |            |         |          | Museo de Transporte, Parque del Este | [ 7 ]       |
|      | Central Mercedita No. 4 'MARIETTA' | 1’C1’              | Glover Machine Works     | 121645     | 1925    |          | Museo de Transporte, Parque del Este | [ 8 ]       |
|      | Ferrocarril de Tachira No. 11      | C                  | Baldwin Locomotive Works | 59637      | 1926    |          | Museo de Transporte, Parque del Este | [ 9 ]       |

## Lokomotiven mit 36"
| Foto | Nummer oder Name                                 | Bauart / Achsfolge | Hersteller                 | Fabrik-nr. | Baujahr | Historie | Eigentümer / Betreiber / Strecke     | Bemerkungen |
| ---- | ------------------------------------------------ | ------------------ | -------------------------- | ---------- | ------- | -------- | ------------------------------------ | ----------- |
|      | La Guaira Harbor Corp. No. SP5-L-2               | 4wVBT              | Sentinel (Shrewsbury) Ltd. |            |         |          | Parque Zoologico Baraida             | [ 10 ]      |
|      | La Guaira Harbour Corp. No. SP 5-L-1             | 4wVBT              | Sentinel (Shrewsbury) Ltd. | 9230       | 1935    |          | Museo de Transporte, Parque del Este | [ 11 ]      |
|      | Ferrorcarril Carenero-El Guapo No. ?             | C                  | Orenstein & Koppel         | 13105      | 1938    |          | Museo de Transporte, Parque del Este | [ 12 ]      |
|      | Ferrorcarril Carenero-El Guapo No. 129           | C                  | Tubize                     | 755        | 1889    |          | Museo de Transporte, Parque del Este | [ 13 ]      |
|      | Ferrorcarril Carenero-El Guapo No. ?             | C                  | Tubize                     | 756        |         |          | Museo de Transporte, Parque del Este | [ 14 ]      |
|      | Ferrocarril de La Guaira Caracas No. 15          | C1                 | Nasmyth Wilson & Co.       | 407        | 1891    |          | Museo de Transporte, Parque del Este | [ 15 ]      |
|      | Venezuela Sugar Company No. 3                    | B2 (B2’)           | H.K. Porter                | 5938       | 1917    |          | Museo de Transporte, Parque del Este | [ 16 ]      |
|      | Ferrocarril La Vela - Coro No. 2 'Simon Bolivar' | B                  | Baldwin Locomotive Works   | 15833      | 1898    |          | Museo de Transporte, Parque del Este | [ 17 ]      |

## Lokomotiven mit 30"
| Foto | Nummer oder Name                | Bauart / Achsfolge | Hersteller               | Fabrik-nr. | Baujahr | Historie | Eigentümer / Betreiber / Strecke | Bemerkungen |
| ---- | ------------------------------- | ------------------ | ------------------------ | ---------- | ------- | -------- | -------------------------------- | ----------- |
|      | Asiatic Petroleum Company No. 2 | 1’C                | Baldwin Locomotive Works | 60692      | 1926    |          | Hacienda Santa Teresa            | [ 18 ]      |
|      | Asiatic Petroleum Company No. 1 | 1’C                | Baldwin Locomotive Works | 60691      | 1926    |          | Club Carobobo Norte              | [ 19 ]      |

## Lokomotiven mit 24"
| Foto | Nummer oder Name                 | Bauart / Achsfolge | Hersteller         | Fabrik-nr. | Baujahr | Historie | Eigentümer / Betreiber / Strecke     | Bemerkungen |
| ---- | -------------------------------- | ------------------ | ------------------ | ---------- | ------- | -------- | ------------------------------------ | ----------- |
|      | Ferrocarril de Bolivar No. 8     | C2                 | Hunslet Engine Co. | 1128       | 1913    |          | Museo de Transporte, Parque del Este | [ 20 ]      |
|      | Shell San Lorenzo Refinery No. ? | B                  | Bell Loco          | 11233      | 1912    |          | Museo de Transporte, Parque del Este | [ 21 ]      |